# Tedald de Canossa
Tedald de Canossa (mort el 1012) va ser comte de Brescia des de 980, Mòdena, Ferrara, i Reggio des de 981, i Mantua des de 1006. Utilitzava el títol de margrave a causa de les seves vastes propietats i la seva situació de frontera. La seva família era Canossa i era el fill d'Adalbert Azzo de Canossa que havia donat suport a Otó I contra Berenguer d'Ivrea i Adalbert I d'Ivrea. El seu ascens va ser degut en part per la seva lleialtat a la dinastia dels Otto.
Es va enfrontar al seu company margrave Arduí d'Ivrea en el seu intent per la corona italiana el 1002. Va acompanyar l'Emperador Enric II en la seva campanya a Itàlia el 1004 i era present a coronació reial d'Enric a Pavia el 15 de maig. Va rebre Ferrara del papa. Es va assegurar que tot el seu patrimoni passava al seu fill Bonifaci. El seu segon fill Tedald, es convertia en Bisbe d'Arezzo el 1023 i patrocinava Guido d'Arezzo.
Tedald es va casar amb Willa, filla d'Hubert de Toscana, fill natural de Hug d'Arle.